# Terrorattentaten i Norge 2011
Terrorattentaten i Norge 2011 var ett tvådelat terrorattentat, dels riktat mot Regjeringskvartalet i centrala Oslo och dels mot det norska Arbeiderpartiets ungdomsförbund Arbeidernes ungdomsfylkings årliga sommarläger, med 560 deltagare, på ön Utøya. På eftermiddagen den 22 juli 2011 detonerade en bilbomb på Grubbegata i Oslo och cirka två timmar senare inleddes skottlossning mot ungdomar och vuxna på Utøya. Norrmannen Anders Behring Breivik har dömts som ansvarig för både explosionen i Oslo och massakern på ön. Sammanlagt dog åtta personer i explosionen och 69 dödsoffer är relaterade till dödsskjutningarna på ön.
Breivik valde att föröva sina terrorattentat den 22 juli – årsdagen av de första korsfararnas etablerande av Kungariket Jerusalem år 1099.

## Bombdådet i Oslo

Modell av de norska regeringskvarteren med bilbomben inritad. H block är Høyblokken som var regeringens högkvarter. R4 var Olje- och energidepartementet. G block är finansdepartementet.

En kraftig bomb detonerade i regeringskvarteren i Oslos centrum klockan 15:26. Norsk polis bekräftade på kvällen att åtminstone sju personer omkommit, och att minst femton personer hade skadats. Statssekreteraren Hans Kristian Amundsen konstaterade att färre personer än vanligt befunnit sig i området, eftersom många norrmän tar ledigt under juli. Statsminister Jens Stoltenberg meddelade att regeringens krisråd skulle samlas under kvällen och att varken statsministern eller några av statsråden hade skadats.

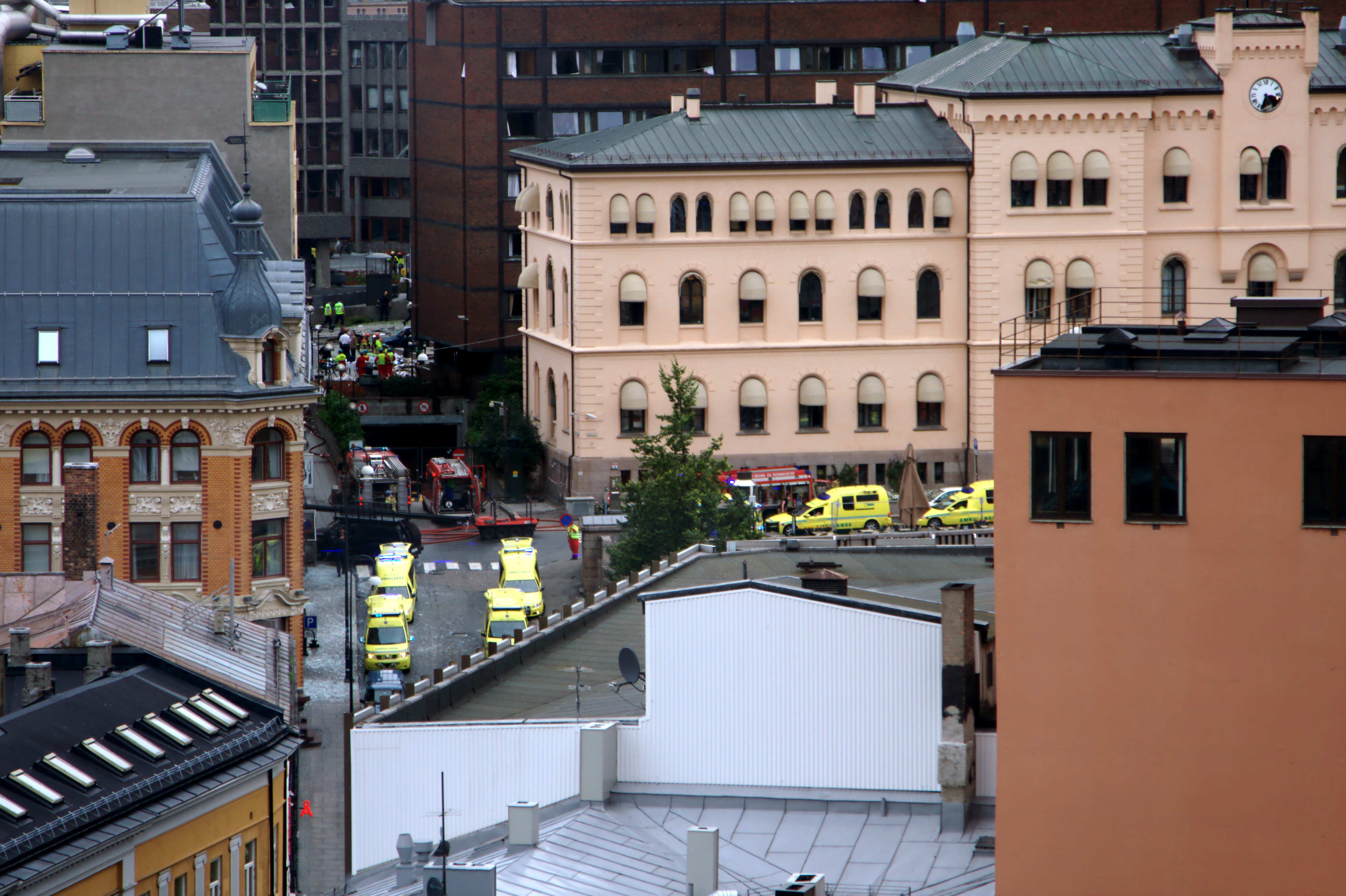
Räddningstjänst i närheten av norska regeringskansliet efter dådet.

Efter explosionen evakuerades större delar av Oslo, bland annat i området kring Oslo Sentralstasjon. Polisens bombtekniker genomsökte också regeringskvarteret.

## Massakern på Utøya

### Sommarlägret på Utøya

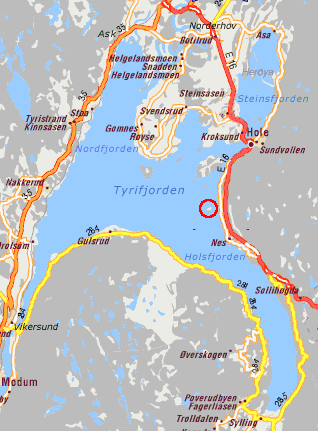
Karta över insjön Tyrifjorden med Utøya inringat.

Utøya skänktes 1950 till Arbeidernes ungdomsfylking (AUF), det norska socialdemokratiska ungdomsförbundet, som varje år anordnar ett politiskt sommarläger där med aktiviteter, diskussioner och föredrag. 2011 års läger började onsdagen den 20 juli och planerades fortgå veckan ut med planerade gästföreläsare Gro Harlem Brundtland, Jens Stoltenberg och Jonas Gahr Støre. Gro Harlem Brundtland höll också ett tal ett par timmar innan attentatsmannen anlände till ön. Jens Stoltenberg skulle ha hållit sitt tal dagen därpå. Lägret hade 560 deltagare; Breivik dödade 69 av dem på Utøya.

### Förlopp
Ungefär en och en halv timme efter explosionen i Oslo, färdades en man, senare identifierad som den högerextremistiske norrmannen Anders Behring Breivik, med M/S Thorbjørn från Utøykaia till Utøya. Han tilläts gå i land på ön då han falskeligen presenterade sig som polis och visade upp en legitimation för vakten.
Vid ankomsten till ön presenterade sig Behring Breivik som en polisman som kommit till ön för en rutinkontroll till följd av bombningen i Oslo. Han påkallade uppmärksamhet och bad folk att samlas runt honom innan han tog fram sina två vapen ur en påse och började att döda människor.
Klockan 17.27 fick Nordre Buskeruds polisdistrikt larm om skottlossningen. Klockan 18.34 grep polisen Anders Behring Breivik på ön.
Många ungdomar, som simmande försökte fly från ön, räddades av personer på en närbelägen camping som gick ut i privata båtar, trots att Behring Breivik sköt mot dem. 19 personer blev belönade för detta med Medaljen for edel dåd (Medaljen för ädel gärning) av den norska regeringen. Tysken Marcel Gleffe fick även utmärkelsen Bundesverdienstkreuz, Tysklands finaste civila utmärkelse för sin insats. På ön fanns bland andra Ali Esbati, tidigare förbundsordförande för svenska Ung vänster och Eskil Pedersen, Arbeidernes Ungdomsfylkings ledare, som båda klarade sig oskadda.

## Tidsförlopp
Tidsförlopp enligt norska polismyndigheten och Verdens Gang.
- 15.26 Bomben exploderar i regeringskvarteret i Oslo
- 17.21 Behring Breivik skjuter ihjäl sitt första offer på Utøya, Monica Bøsei, som också kallades för Mor Utøya.[38]
- 17.27 Polisen får larm om skjutningen på Utøya[39]
- 17.52 Första polispatrullen anländer till Utøykaia, men måste vänta på lämplig båt.
- 18.09 Insatsstyrkan är på plats på fastlandet
- 18.25 Insatsstyrkan går iland på Utøya
- 18.34 Anders Behring Breivik grips

## Dödsoffer
Den 25 juli 2011 uppgavs antalet döda i Oslo till åtta och på Utøya till 69 personer, varav en dött på sjukhus, bland dem en polisman som var anställd som vakt på ön, samt en av lägerledarna.

## Reaktioner

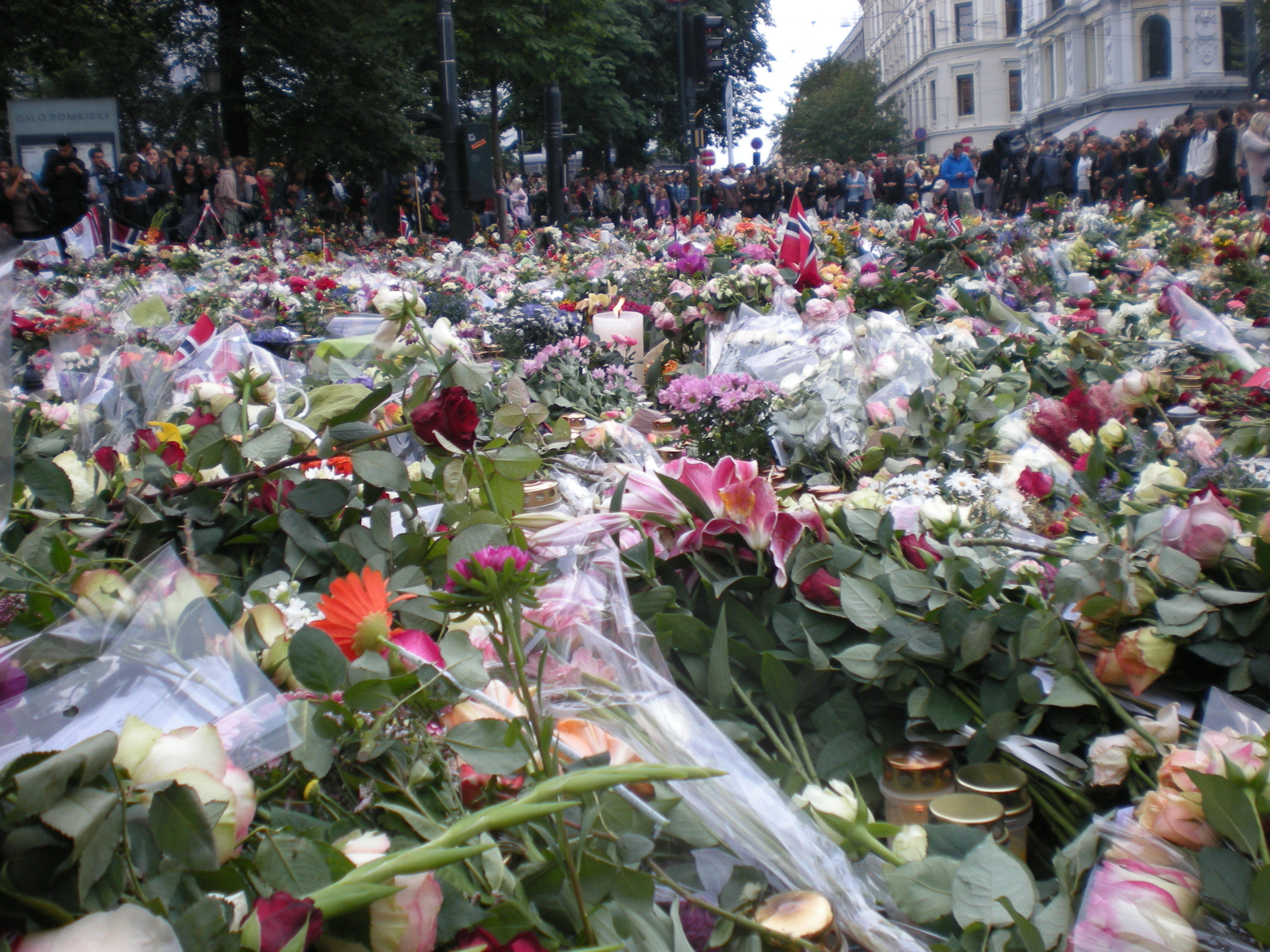
Blommanifestation i Oslo några dygn efter attentaten.

Attentaten har kallats de värsta angreppen mot Norge sedan andra världskriget. Över hela landet hölls minnesstunder och minnesgudstjänster. Flera norska partier och ungdomsförbund rapporterade ett ökat antal medlemmar och ett ökat engagemang efter attentaten. De norska stortingspartierna beslutade att skjuta upp valkampanjerna inför valet till kommuner och fylkeskommuner den 12 september 2011. Flera musik-, sport- och artistframträdanden ställdes in eller sköts upp, däribland artisten Prince som flyttade fram helgens två konserter i Oslo och alla fotbollsmatcher i Norges tre högsta divisioner sköts på framtiden.
Europeiska unionen, Nato och flera länder runt om i världen skickade kondoleanser till Norge och fördömde attacken. USA:s president Barack Obama och vicepresident Joe Biden skrev i kondoleansböckerna på den norska ambassaden. I de nordiska länderna hölls en gemensam tyst minut den 25 juli 2011 kl 12. Ett par timmar senare hölls en tyst minut i FN:s generalförsamling.
Efter terrorattackerna den 22 juli restes minnesmärken för de avlidna offren i många delar av landet.
På årsdagen av dåden, 22 juli 2012, hölls en minneskonsert på Rådhusplatsen i Oslo, med bland andra Laleh, Bjørn Eidsvåg, Lillebjørn Nilsen, Marit Larsen och Bruce Springsteen.
Den 22 juli 2015 öppnade kunskapscenteret 22. juli-senteret i Regjeringskvartalet i Oslo.
Hösten 2017 utkom Jan Kjærstad med romanen Berge, som kretsar kring händelserna efter ett förmodat attentat mot en socialdemokratisk politikerfamilj och bland annat kommenterar det mediala efterspelet.

## Rättegång
Rättegången mot Breivik, som hölls i Oslo tingshus, inleddes den 16 april 2012. Den 24 augusti 2012 dömdes Anders Behring Breivik till forvaring i 21 år, med möjlig frigivning tidigast efter tio år. Förvaring är en norsk specialåtgärd som ger möjlighet till frihetsberövande på obestämd tid och i praktiken innebär livstids fängelse.